# Csapodya sousae
Csapodya sousae là một loài thực vật có hoa trong họ Thiến thảo. Loài này được Borhidi & Reyes-García mô tả khoa học đầu tiên năm 2007.